# 1970 na informática

## Eventos
- 1 de Janeiro - Início da Era Unix.

## Nascimentos
| Data          | Nome           | Profissão   | Nacionalidade | Observações | Ref |
| ------------- | -------------- | ----------- | ------------- | ----------- | --- |
| 16 de outubro | Vincent Rijmen | criptógrafo | Bélgica       |             |     |